# Bihi
Bihi (nep. बिही) – gaun wikas samiti w zachodniej części Nepalu w strefie Gandaki w dystrykcie Gorkha. Według nepalskiego spisu powszechnego z 2001 roku liczył on 194 gospodarstw domowych i 834 mieszkańców (420 kobiet i 414 mężczyzn).